# Çınarcık

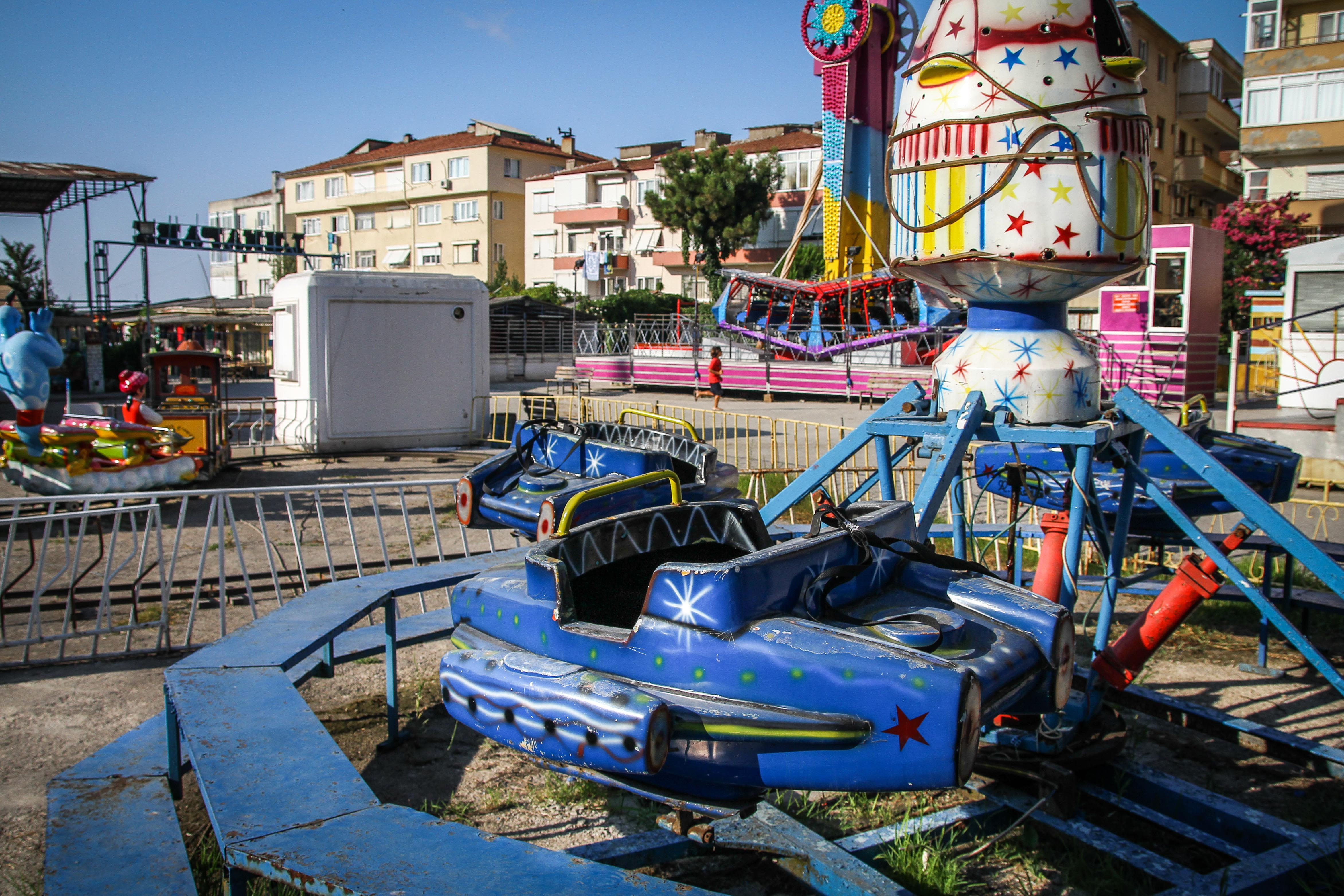
A view of Çınarcık

Çınarcık là một huyện thuộc tỉnh Yalova, Thổ Nhĩ Kỳ. Huyện có diện tích 189 km² và dân số thời điểm năm 2007 là 22085 người, mật độ 117 người/km².